# 浄福寺 (奈良市)
浄福寺（じょうふくじ）は、奈良県奈良市興善院町にある浄土宗の仏教寺院。山号は光明山、院号は興善院、坊号は賢故坊。

## 歴史
寺伝によれば、光明皇后が病や貧困に苦しむ人々を救済していた際に、阿閦如来が顕現されたのでこれを喜び、本堂を建立されたという。
史実は定かではないが、隣接地に北山十八間戸があるこの地にふさわしい伝承と言える。
元法相宗で興福寺の支配下にあったという。
今の寺容が整ったのは、天文10年（1541年）8月の火災の後、寛文6年（1666年）に浄土宗として堂宇を再建して以降である。
これを主導したのが賢故坊であったため、坊号を賢故坊と呼ぶ。

## 本堂
棟札により造立時期が判明しており、浄福寺聖誉賢故比丘、寛文6年6月15日と記されている。
その後衰微し破損されるがままとなっていたが、安政4年（1857年）に再興されている。

## 文化財

### 本尊
本尊阿弥陀如来が本堂内陣中央に安置される。
鎌倉～室町時代まで遡るともされる古いものだが、光背、台座は江戸時代の再興。

### 仏像
- 宗祖善導大師・法然上人両坐像 – 右脇壇厨子内[1]
- 開山賢故上人坐像 – 左脇壇[1]
- 阿弥陀如来立像[1]
- 地蔵菩薩立像[1]

### 仏具
- 伏鉦 – 文久3年（1863年）浄福寺什物の銘あり[1]。
- 木魚 – 天保14年（1843年）浄福寺常什物の陰刻あり[1]。

## 周辺

### 夕日地蔵
当寺の東に、道路を挟んで立つ。永正6年（1509年）、興福寺の僧により造立。
高さ2m程度。
地蔵左右に『奉造立供養逆修 永正六年己巳四月 興福寺住侶権律師浄胤敬白 六十四歳』と刻まれている。
歌人会津八一がこの地蔵について「ならざかの いしのほとけの おとがひに こさめながるる はるはきにけり」と詠っており、木造の歌碑が隣に設置されている。

### その他
- 菩提院蔵俊の墓 – 五輪塔
- 了法印権大僧都興善院と刻まれた背光五輪碑 – 天正17年（1589年）、安山岩製

興善院は菩提院大御堂の東（現菊水楼）にあった塔頭で、蔵俊僧正によって開かれた。蔵俊は聡明で弁舌に長け、八舌僧正とも呼ばれた高僧。治承3年（1179年）9月27年入寂。

## ギャラリー
- 山門下参道
- 山門
- 東隣の夕日地蔵
- 夕日地蔵会津八一の歌